# 2022–2023-as Európa-liga (selejtezők)
A 2022–2023-as Európa-liga selejtezőit két fordulóban bonyolították le 2022. augusztus 4. és augusztus 25. között. Összesen 27 csapat vett részt a selejtezőn, melyből 18 csapat került át a Bajnokok Ligájából. A rájátszásból 10 csapat jutott be a 32 csapatos csoportkörbe.

## Lebonyolítás
A 3. selejtezőkör két ágon zajlott:
- Bajnoki ág (10 csapat): 10 csapat lépett be a körben (a BL 2. selejtezőkör, bajnoki ágának 10 vesztese)
- Főág (4 csapat): : 4 csapat lépett be a körben (melyből 2 a BL 2. selejtezőkör, nem bajnoki ágának 2 vesztese)

A rájátszás egy ágon zajlott:
- Rájátszás (20 csapat): 13 csapat lépett be a körben (melyből 6 a BL 3. selejtezőkör, bajnoki ágának 6 vesztese), és 7 győztes a 3. selejtezőkörből.

A vesztesek átkerülnek az UEFA Európa Konferencia Ligába az alábbiak szerint:
- A 3. selejtezőkör bajnoki ágának 5 vesztes csapata átkerült a bajnoki ág rájátszásába.
- A 3. selejtezőkör bajnoki ágának 2 vesztes csapata átkerült a főág rájátszásába.
- A rájátszás 10 vesztes csapata átkerült a csoportkörbe.

## Fordulók és időpontok
A mérkőzések időpontjai a következők (az összes sorsolást az UEFA székházában Nyonban, Svájcban tartják).
| Forduló    | Sorsolás dátuma    | 1. mérkőzés         | 2. mérkőzés         |
| ---------- | ------------------ | ------------------- | ------------------- |
| 3. forduló | 2022. július 18.   | 2022. augusztus 4.  | 2022. augusztus 11. |
| Rájátszás  | 2022. augusztus 2. | 2022. augusztus 18. | 2022. augusztus 25. |

## 3. selejtezőkör
A 3. selejtezőkör sorsolását 2022. július 18-án, 13 órától tartották.

### 3. selejtezőkör, kiemelés
A 3. selejtezőkörben 14 csapat vett részt, kettéosztva a bajnoki ágon és a nem bajnoki ágon. 
- Bajnoki ág: 10 vesztes az UEFA-bajnokok ligája 2. selejtezőkör, bajnoki ágáról. Kiemelést nem alkalmaztak.
- Nem bajnoki ág:
  - Kiemelt csapatok: 2 csapat lépett be ebben a körben
  - Nem kiemelt csapatok: 2 vesztes az UEFA-bajnokok ligája 2. selejtezőkör, főágáról.

Az elsőként kisorsolt csapat volt az első mérkőzés pályaválasztója.
- BL: A BL 2. selejtezőköréből kieső csapat, a sorsoláskor nem volt ismert.

| Bajnoki ág |
| --- |
| - Slovan Bratislava (BL) - Shkupi (BL) - Zürich (BL) - HJK (BL) - Linfield (BL) - Malmö FF (BL) - Shamrock Rovers (BL) - Maribor (BL) - Olimbiakósz (BL) - F91 Dudelange (BL) |

| Főág                  | Főág                                   |
| Kiemelt               | Nem kiemelt                            |
| --------------------- | -------------------------------------- |
| - Partizan - Slovácko | - AÉK Lárnakasz (BL) - Fenerbahçe (BL) |

### 3. selejtezőkör, párosítások
Az első mérkőzéseket 2022. augusztus 4-én, a második mérkőzéseket augusztus 9-én és 11-én játszották. A párosítások győztesei a rájátszásba, a bajnoki ág vesztesei az UEFA Európa Konferencia Liga rájátszásának bajnoki ágára, a főág vesztesei az UEFA Európa Konferencia Liga rájátszásának főágára kerültek.
| 1. csapat       | Össz.Tooltip Aggregate score | 2. csapat         | 1. mérk. | 2. mérk.   |
| --------------- | ---------------------------- | ----------------- | -------- | ---------- |
| Bajnoki ág      |                              |                   |          |            |
| Malmö FF        | 5–2                          | F91 Dudelange     | 3–0      | 2–2        |
| Shamrock Rovers | 5–2                          | Shkupi            | 3–1      | 2–1        |
| Linfield        | 0–5                          | Zürich            | 0–2      | 0–3        |
| Olimbiakósz     | 3–3 (t. 4–3)                 | Slovan Bratislava | 1–1      | 2–2 (h.u.) |
| Maribor         | 0–3                          | HJK               | 0–2      | 0–1        |
| Nem bajnoki ág  |                              |                   |          |            |
| AÉK Lárnakasz   | 4–3                          | Partizan          | 2–1      | 2–2        |
| Fenerbahçe      | 4–1                          | Slovácko          | 3–0      | 1–1        |

### 3. selejtezőkör, mérkőzések
| 2022. augusztus 4. 19:00 |

| Malmö FF                                      | 3–0               | F91 Dudelange |
| --------------------------------------------- | ----------------- | ------------- |
| Kiese Thelin 54' Toivonen 81' Birmančević 85' | (0–0) Jegyzőkönyv |               |

| Eleda Stadion, Malmö Játékvezető: Enea Jorgji (albán) |

| 2022. augusztus 11. 20:00 |

| F91 Dudelange        | 2–2               | Malmö FF                    |
| -------------------- | ----------------- | --------------------------- |
| Hadji 56' Sinani 61' | (0–0) Jegyzőkönyv | Buya Turay 50' Toivonen 52' |

| Stade de Luxembourg, Luxembourg Játékvezető: Ricardo de Burgos Bengoetxea (spanyol) |

| 2022. augusztus 4. 21:00 (20:00 IST) |

| Shamrock Rovers                              | 3–1               | Shkupi     |
| -------------------------------------------- | ----------------- | ---------- |
| Burke 13' (11-esből) Watts 29' O'Neill 90+7' | (2–0) Jegyzőkönyv | Queven 77' |

| Tallaght Stadion, Dublin Játékvezető: Bartosz Frankowski (lengyel) |

| 2022. augusztus 9. 21:00 |

| Shkupi         | 1–2               | Shamrock Rovers        |
| -------------- | ----------------- | ---------------------- |
| Adetunji 90+4' | (0–0) Jegyzőkönyv | Gaffney 65' Emakhu 85' |

| Toše Proeski Arena, Szkopje Játékvezető: Alekszej Kulbakov (fehérorosz) |

| 2022. augusztus 4. 20:45 (19:45 BST) |

| Linfield | 0–2               | Zürich                |
| -------- | ----------------- | --------------------- |
|          | (0–1) Jegyzőkönyv | Aiyegun 8' Gnonto 64' |

| Windsor Park, Belfast Játékvezető: Marco Di Bello (olasz) |

| 2022. augusztus 11. 19:00 |

| Zürich                      | 3–0               | Linfield |
| --------------------------- | ----------------- | -------- |
| Avdijaj 11' 26' Santini 84' | (2–0) Jegyzőkönyv |          |

| Letzigrund, Zürich Játékvezető: Harm Osmers (német) |

| 2022. augusztus 4. 21:00 (22:00 EEST) |

| Olimbiakósz  | 1–1               | Slovan Bratislava |
| ------------ | ----------------- | ----------------- |
| El-Arabi 86' | (0–0) Jegyzőkönyv | Green 63'         |

| Karaiszkákisz Stadion, Pireusz Játékvezető: Lawrence Visser (belga) |

| 2022. augusztus 11. 20:30 |

| Slovan Bratislava                        | 2–2 (h. u.)                 | Olimbiakósz                              |
| ---------------------------------------- | --------------------------- | ---------------------------------------- |
| Šaponjić 90+4' Green 108'                | (0–0, 1–1, 1–2) Jegyzőkönyv | Zinckernagel 54' Camara 101'             |
| Büntetőpárbaj                            |                             |                                          |
| Ramírez Šaponjić Kucka Green Chakvetadze | 3–4                         | Kunde Bouchalakis Masouras Pipa Valbuena |

| Tehelné pole, Pozsony Játékvezető: Glenn Nyberg (svéd) |

| 2022. augusztus 4. 20:15 |

| Maribor | 0–2               | HJK                      |
| ------- | ----------------- | ------------------------ |
|         | (0–0) Jegyzőkönyv | Browne 47' Radulović 64' |

| Ljudski vrt, Maribor Játékvezető: Georgi Kabakov (bolgár) |

| 2022. augusztus 11. 18:00 (19:00 EEST) |

| HJK          | 1–0               | Maribor |
| ------------ | ----------------- | ------- |
| Hostikka 54' | (0–0) Jegyzőkönyv |         |

| Bolt Arena, Helsinki Játékvezető: Tobias Stieler (német) |

| 2022. augusztus 4. 18:00 (19:00 EEST) |

| AÉK Lárnakasz            | 2–1               | Partizan  |
| ------------------------ | ----------------- | --------- |
| García 34' Miličević 70' | (1–1) Jegyzőkönyv | Menig 18' |

| AEK Arena – Georgios Karapatakis, Lárnaka Játékvezető: Andris Treimanis (lett) |

| 2022. augusztus 11. 21:00 |

| Partizan      | 2–2               | AÉK Lárnakasz         |
| ------------- | ----------------- | --------------------- |
| Gomes 24' 54' | (1–0) Jegyzőkönyv | Gyurcsó 51' Faraj 57' |

| Partizan Stadion, Belgrád Játékvezető: José María Sánchez Martínez (spanyol) |

| 2022. augusztus 4. 19:00 (20:00 TRT) |

| Fenerbahçe                | 3–0               | Slovácko |
| ------------------------- | ----------------- | -------- |
| Mor 17' Lincoln 45+2' 81' | (2–0) Jegyzőkönyv |          |

| Şükrü Saracoğlu Stadion, Isztambul Játékvezető: João Pinheiro (portugál) |

| 2022. augusztus 11. 19:00 |

| Slovácko    | 1–1               | Fenerbahçe |
| ----------- | ----------------- | ---------- |
| Šašinka 58' | (0–0) Jegyzőkönyv | Dursun 56' |

| Městský fotbalový stadion Miroslava Valenty, Uherské Hradiště Játékvezető: Nikola Dabanović (montenegrói) |

## Rájátszás
A rájátszás sorsolását 2022. augusztus 1-jén, 13 órától tartották.

### Rájátszás, kiemelés
A rájátszásban összesen 20 csapat vett részt. A csapatokat négy csoportra osztották a következők szerint:
- 1. kiemeltek: 6 csapat, amely ebben a körben lépett be.
- 2. kiemeltek: 6 vesztes csapat a Bajnokok Ligája 3. selejtezőkörének bajnoki ágáról, amelyek a sorsolás időpontjában ismeretlenek voltak.
- 3. kiemeltek: 5 győztes csapat a 3. selejtezőkör bajnoki ágáról, amelyek a sorsolás időpontjában ismeretlenek voltak.
- 4. kiemeltek: 1 győztes, amely ebben a körben lépett be; valamint 2 győztes csapat a 3. selejtezőkör főágáról, amelyek a sorsolás időpontjában ismeretlenek voltak.

A sorsolás menete a következő volt:
- A három 4. kiemeltet sorsolták az 1. kiemeltekkel, ameddig a 4. kiemeltek el nem fogytak.
- A maradék három 1. kiemeltet sorsolták a 3. kiemeltekkel, ameddig az 1. kiemeltek el nem fogytak.
- A maradék két 3. kiemeltet sorsolták a 2. kiemeltekkel, ameddig a 3. kiemeltek el nem fogytak.
- A maradék négy 2. kiemeltet maradék egymással sorsolták.

Az elsőként kisorsolt csapat volt az első mérkőzés pályaválasztója.
- BL: A BL 3. selejtezőköréből kieső csapat, a sorsoláskor nem volt ismert.
- T: A 3. selejtezőkörből továbbjutó csapat, a sorsoláskor nem volt ismert.

| 1. kiemeltek                                                      | 2. kiemeltek | 3. kiemeltek                                                                  | 4. kiemeltek                                  |
| ----------------------------------------------------------------- | --- | ----------------------------------------------------------------------------- | --------------------------------------------- |
| - Gent - Austria Wien - Hearts - Sivasspor - Dnipro-1 - Silkeborg | - Apóllon Lemeszú (BL) - Ferencváros (BL) - Ludogorec Razgrad (BL) - Sheriff Tiraspol (BL) - Žalgiris (BL) - Pjunik (BL) | - Malmö FF (T) - Shamrock Rovers (T) - Zürich (T) - Olimbiakósz (T) - HJK (T) | - Omónia - AÉK Lárnakasz (T) - Fenerbahçe (T) |

### Rájátszás, párosítások
Az első mérkőzéseket augusztus 18-án, a második mérkőzéseket augusztus 25-én játszották. A párosítások győztesei a csoportkörbe jutottak, a vesztesek az UEFA Európa Konferencia Liga csoportkörébe kerültek.
| 1. csapat         | Össz.Tooltip Aggregate score | 2. csapat        | 1. mérk. | 2. mérk.   |
| ----------------- | ---------------------------- | ---------------- | -------- | ---------- |
| Dnipro-1          | 1–5                          | AÉK Lárnakasz    | 1–2      | 0–3        |
| Gent              | 0–4                          | Omónia           | 0–2      | 0–2        |
| Austria Wien      | 1–6                          | Fenerbahçe       | 0–2      | 1–4        |
| Zürich            | 3–1                          | Hearts           | 2–1      | 1–0        |
| HJK               | 2–1                          | Silkeborg        | 1–0      | 1–1        |
| Malmö FF          | 5–1                          | Sivasspor        | 3–1      | 2–0        |
| Ferencváros       | 4–1                          | Shamrock Rovers  | 4–0      | 0–1        |
| Apóllon Lemeszú   | 2–2 (t. 1–3)                 | Olimbiakósz      | 1–1      | 1–1 (h.u.) |
| Pjunik            | 0–0 (t. 2–3)                 | Sheriff Tiraspol | 0–0      | 0–0 (h.u.) |
| Ludogorec Razgrad | 4–3                          | Žalgiris         | 1–0      | 3–3 (h.u.) |

### Rájátszás, mérkőzések
| 2022. augusztus 18. 20:00 |

| Dnipro-1   | 1–2               | AÉK Lárnakasz            |
| ---------- | ----------------- | ------------------------ |
| Svatok 90' | (0–2) Jegyzőkönyv | Altman 16' Miličević 29' |

| Košická futbalová aréna, Kassa, Szlovákia Játékvezető: Tobias Stieler (német) |

| 2022. augusztus 25. 18:00 (19:00 EEST) |

| AÉK Lárnakasz                      | 3–0               | Dnipro-1 |
| ---------------------------------- | ----------------- | -------- |
| Gyurcsó 21' Lopes 45' Englezou 78' | (2–0) Jegyzőkönyv |          |

| AEK Arena – Georgios Karapatakis, Lárnaka Játékvezető: Davide Massa (olasz) |

| 2022. augusztus 18. 20:30 |

| Gent | 0–2               | Omónia                      |
| ---- | ----------------- | --------------------------- |
|      | (0–1) Jegyzőkönyv | Charalambous 19' Barker 76' |

| Ghelamco Arena, Gent Játékvezető: Irfan Peljto (bosznia-hercegovinai) |

| 2022. augusztus 25. 19:00 (20:00 EEST) |

| Omónia                         | 2–0               | Gent |
| ------------------------------ | ----------------- | ---- |
| Kakoullis 18' Charalambous 36' | (2–0) Jegyzőkönyv |      |

| GSP Stadium, Nicosia Játékvezető: Georgi Kabakov (bolgár) |

| 2022. augusztus 18. 21:00 |

| Austria Wien | 0–2               | Fenerbahçe         |
| ------------ | ----------------- | ------------------ |
|              | (0–1) Jegyzőkönyv | King 8' Dursun 89' |

| Franz Horr Stadium, Bécs Játékvezető: Daniel Siebert (német) |

| 2022. augusztus 25. 19:00 (20:00 TRT) |

| Fenerbahçe                            | 4–1               | Austria Wien   |
| ------------------------------------- | ----------------- | -------------- |
| Yuksek 12' Kahveci 44' 70' Yandaş 79' | (2–1) Jegyzőkönyv | Da Graça 45+1' |

| Şükrü Saracoğlu Stadion, Isztambul Játékvezető: Jesús Gil Manzano (spanyol) |

| 2022. augusztus 18. 19:00 |

| Zürich                    | 2–1               | Hearts                   |
| ------------------------- | ----------------- | ------------------------ |
| Guerrero 32' Džemaili 34' | (2–1) Jegyzőkönyv | Shankland 22' (11-esből) |

| Kybunpark, St. Gallen Játékvezető: Bartosz Frankowski (lengyel) |

| 2022. augusztus 25. 21:00 (20:00 BST) |

| Hearts | 0–1               | Zürich     |
| ------ | ----------------- | ---------- |
|        | (0–0) Jegyzőkönyv | Rohner 80' |

| Tynecastle Park, Edinburgh Játékvezető: Lawrence Visser (belga) |

| 2022. augusztus 18. 20:00 (21:00 EEST) |

| HJK        | 1–0               | Silkeborg |
| ---------- | ----------------- | --------- |
| Browne 79' | (0–0) Jegyzőkönyv |           |

| Bolt Arena, Helsinki Játékvezető: João Pinheiro (portugál) |

| 2022. augusztus 25. 18:30 |

| Silkeborg | 1–1               | HJK           |
| --------- | ----------------- | ------------- |
| Felix 75' | (0–1) Jegyzőkönyv | Abubakari 40' |

| Silkeborg Stadium, Silkeborg Játékvezető: Maurizio Mariani (olasz) |

| 2022. augusztus 18. 19:00 |

| Malmö FF                                  | 3–1               | Sivasspor |
| ----------------------------------------- | ----------------- | --------- |
| Zeidan 18' Christiansen 37' Moisander 68' | (2–1) Jegyzőkönyv | James 30' |

| Eleda Stadion, Malmö Játékvezető: William Collum (skót) |

| 2022. augusztus 25. 19:00 (20:00 TRT) |

| Sivasspor | 0–2               | Malmö FF                         |
| --------- | ----------------- | -------------------------------- |
|           | (0–0) Jegyzőkönyv | Birmančević 76' Kiese Thelin 90' |

| New Sivas 4 Eylül Stadium, Sivas Játékvezető: Srđan Jovanović (szerb) |

| 2022. augusztus 18. 18:30 |

| Ferencváros                           | 4–0               | Shamrock Rovers |
| ------------------------------------- | ----------------- | --------------- |
| Auzqui 13' Traoré 35' 48' Ćivić 90+4' | (2–0) Jegyzőkönyv |                 |

| Ferencváros Stadion, Budapest Játékvezető: Glenn Nyberg (svéd) |

| 2022. augusztus 25. 21:00 (20:00 IST) |

| Shamrock Rovers | 1–0               | Ferencváros |
| --------------- | ----------------- | ----------- |
| Lyons 89'       | (0–0) Jegyzőkönyv |             |

| Tallaght Stadion, Dublin Játékvezető: François Letexier (francia) |

| 2022. augusztus 18. 19:00 (20:00 EEST) |

| Apóllon Lemeszú | 1–1               | Olimbiakósz |
| --------------- | ----------------- | ----------- |
| Janga 18'       | (1–1) Jegyzőkönyv | Hwang 29'   |

| GSP Stadium, Nicosia Játékvezető: José María Sánchez Martínez (spanyol) |

| 2022. augusztus 25. 21:00 (22:00 EEST) |

| Olimbiakósz                         | 1–1 (h. u.)                 | Apóllon Lemeszú            |
| ----------------------------------- | --------------------------- | -------------------------- |
| Masouras 2'                         | (1–0, 1–1, 1–1) Jegyzőkönyv | Pittas 90'                 |
| Büntetőpárbaj                       |                             |                            |
| M’Vila De la Fuente Pipa Ranđelović | 3–1                         | Kyriakou Pittas Ongenda Ba |

| Karaiszkákisz Stadion, Pireusz Játékvezető: Sandro Schärer (svájci) |

| 2022. augusztus 18. 19:00 (21:00 AMT) |

| Pjunik | 0–0         | Sheriff Tiraspol |
| ------ | ----------- | ---------------- |
|        | Jegyzőkönyv |                  |

| Vazgen Sargsyan Republican Stadium, Jereván Játékvezető: Alejandro Hernández Hernández (spanyol) |

| 2022. augusztus 25. 19:00 (20:00 EEST) |

| Sheriff Tiraspol                     | 0–0 (h. u.) | Pjunik                                                      |
| ------------------------------------ | ----------- | ----------------------------------------------------------- |
|                                      | Jegyzőkönyv |                                                             |
| Büntetőpárbaj                        |             |                                                             |
| Tejan Ambri Diop Kpozo Kiki Radeljić | 3–2         | Harutyunyan Dashyan Zambrano Gareginyan Vakulenko Kovalenko |

| Zimbru Stadion, Chișinău Játékvezető: Andreas Ekberg (svéd) |

| 2022. augusztus 18. 19:45 (20:45 EEST) |

| Ludogorec Razgrad      | 1–0               | Žalgiris |
| ---------------------- | ----------------- | -------- |
| Tatomirović 2' (öngól) | (1–0) Jegyzőkönyv |          |

| Ludogorets Arena, Razgrad Játékvezető: Ivan Kružliak (szlovák) |

| 2022. augusztus 25. 18:00 (19:00 EEST) |

| Žalgiris                        | 3–3 (h. u.)                 | Ludogorec Razgrad                     |
| ------------------------------- | --------------------------- | ------------------------------------- |
| Ourega 1' Buff 16' Oliveira 63' | (2–1, 3–2, 3–2) Jegyzőkönyv | Tissera 8' 57' Verdon 120' (11-esből) |

| LFF Stadium, Vilnius Játékvezető: Harm Osmers (német) |